# Electromecanica Ploiești
Die Electromecanica Ploiești (kurz: Electromecanica) ist ein rumänisches Rüstungsunternehmen mit Sitz in der Stadt Ploiești. Es ist eine Tochterfirma der im Staatsbesitz befindlichen Rüstungsfirma ROMARM.

## Unternehmensgeschichte
Die Anfänge von Electromecanica Ploiești gehen auf das Jahr 1955 zurück, als in Ploiești eine Reparaturwerkstatt für die rumänische Flugabwehr-Artillerie und eine Militärschule gegründet wurde. Mit dem Dekret CS Nr. 76 vom 6. April 1981 verfügte die Staatsführung, dass Electromecanica exklusiv mit der Instandsetzung von Raketentechnik betraut wird, die bei den rumänischen Streitkräften in Verwendung waren. Weiterhin erfolgte in den 1980er-Jahren ein massiver Ausbau des Werks in Ploiești und neben der Raketenwartung erfolgte die Produktionsaufnahme von Raketen aus sowjetischer Entwicklung. Das Unternehmen hatte das Staatsmonopol für die Fertigung von Raketen. Erste Modelle waren die Raketen A-90 (RS-2US), A-91 (R-3S) und A-921 (Ch-23M "GROM"). Nach dem Zerfall des Kommunismus in Rumänien erfolgte die Erweiterung um einen zivilen Sektor. Die Konstruktion von Hagelabwehrrakten wird seither in Zusammenarbeit mit dem rumänischen Landwirtschaftsministerium vollzogen.
Im Jahr 2001 wurde Electromecanica von ROMARM übernommen und ist auf die Herstellung militärischer und ziviler Raketen und deren Wartung spezialisiert. Ursprünglich hielt Romarm 100 % des Unternehmens, dies reduzierte sich auf ein Beteiligungsniveau von 82 %, wobei die restlichen 18 % an die Behörde für Verwertung von Staatsvermögen (AVAS) übergingen. Electromecanica Ploiești ist zudem am rumänischen Telekommunikationsausrüster Elettra Communications S.A. beteiligt.
Am 24. August 2017 erfolgte die Unterzeichnung eines Memorandum of Understanding zwischen MBDA und Electromecanica, um eine gemeinsame Entwicklung und Produktion moderner Raketensysteme für die rumänischen Streitkräfte zu initialisieren.

## Produkte
- MANPADS CA-94/CA-94M
- Flugabwehrrakete CA-95

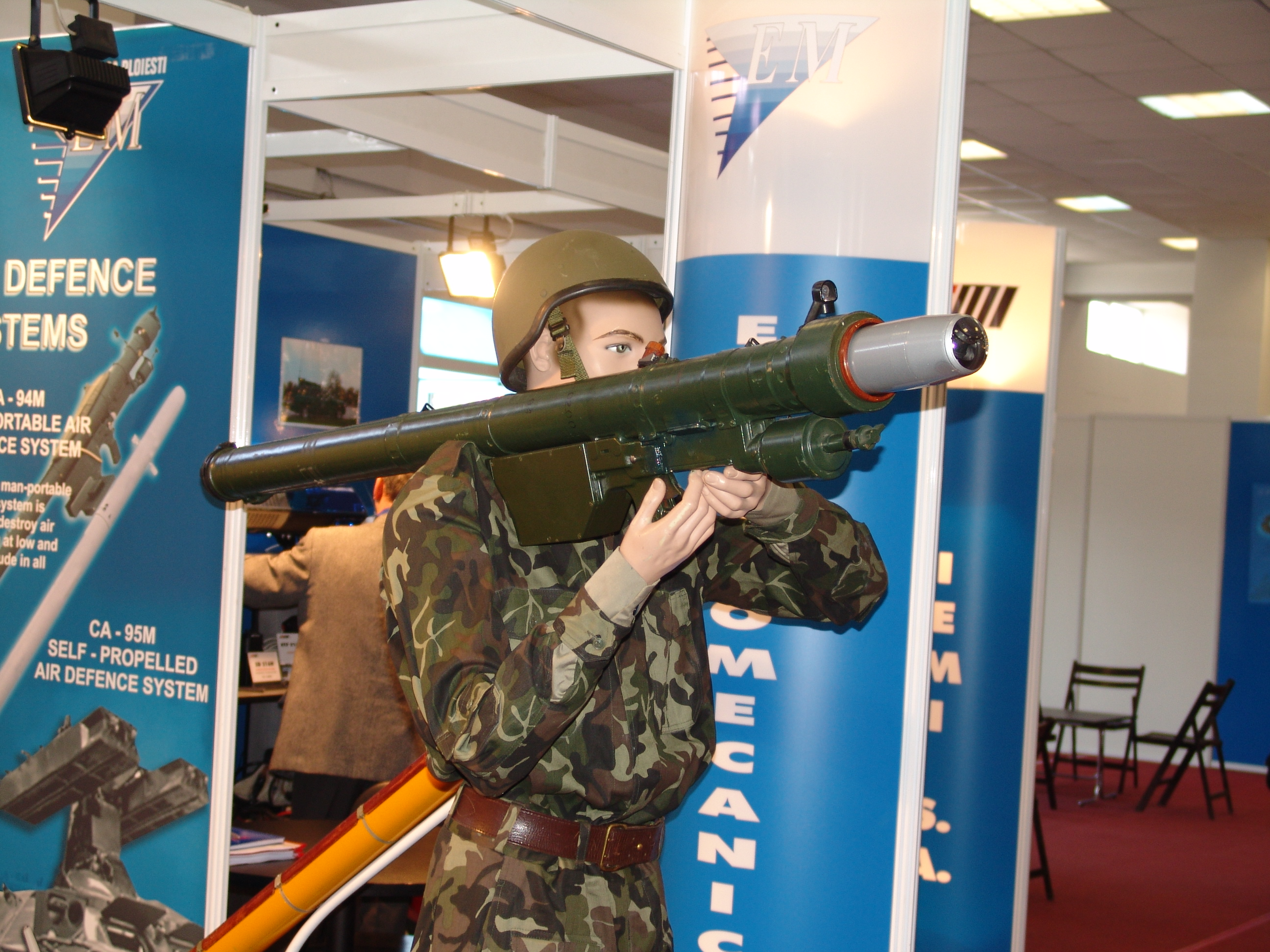
Schultergestützte Flugabwehrrakete (MANPADS) CA-94M

- Ungelenkte Luft-Boden-Rakete PRN-80[8]
- BM-21-Rakete PRN-80
- Panzerabwehrrakete Maliutka M2T
- Rakete Star 80L[9]
- AVION TINTA ATT-01 M
- Racheta Tinta RT-3
- Fallschirm-Zieldrohne TPDM-01
- Hagelrakete RAG-96